# بروتوس (نيويورك)
بروتوس (بالإنجليزية: Brutus, New York)‏ هي بلدة أمريكية تقع في الولايات المتحدة في مقاطعة كايوغا، نيويورك. يقدر عدد سكانها بـ 4,464 نسمة ومساحتها 58.3 كم2 وترتفع عن سطح البحر 134 متر.